# Местни избори в Сърбия (2021)
През 2021 г. в Сърбия се провеждат местни избори в 5 общини, на 28 март (в общините Зайчар, Косерич и Прешево) и на 17 октомври (в общините Мионица и Неготин).
Управляващата Сръбска прогресивна партия (СПП) печели мнозинство от местата в градските събрания на Зайчар и Косерич, докато партия Алтернатива за промени, ръководена от Щиприм Арифи, печели мнозинство от местата в Прешево. Някои организации съобщават за изборни нередности в Зайчар и Косерич, включително физически нападения на някои журналисти и водачи на листи, не са съобщени нередности в Прешево.
По-късно през същата година СПП успява да спечели и мнозинство от местата в градските събрания на Мионица и Неготин. Изборните нередности и физически атаки срещу опозицията в Неготин предизвикват вниманието на медиите на национално ниво.